# Batalla de Calatafimi

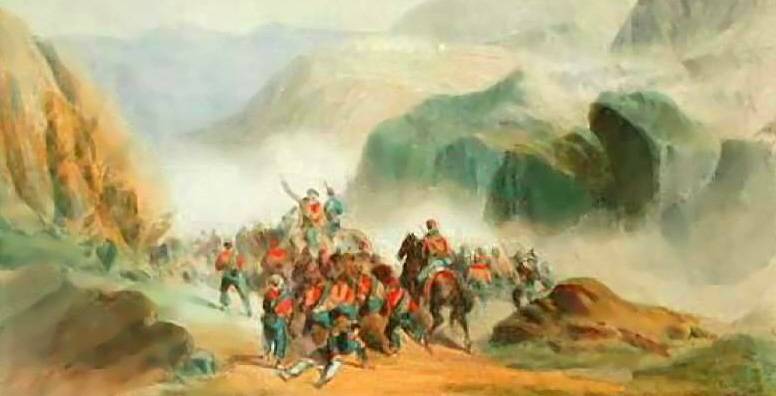
Lucha en Calatafamimi.

La Batalla de Calatafimi se libró el 15 de mayo de 1860 entre los voluntarios de Giuseppe Garibaldi y las tropas del Reino de las Dos Sicilias en Calatafimi,  Sicilia, como parte de la Expedición de los Mil (en italiano: I Mille). La batalla fue la primera de la victoria de Garibaldi durante su invasión de Sicilia en 1860 y vio a sus 'Mil' derrotar a un ejército napolitano más grande enviado desde Palermo para bloquear los caminos a la capital siciliana.

## Preludio
Cuatro días antes de la batalla, el Mille había desembarcado en Marsala, a bordo de los barcos Il Piemonte e Il Lombardo. Francesco Crispi, entre otros, desembarcaron ante el Mille en Sicilia para recaudar apoyo entre los lugareños para el Mille. El 14 de mayo en Salemi, Garibaldi anunció que asumía la dictadura sobre Sicilia en nombre del rey Víctor Emmanuel II de Cerdeña.

## Batalla
La Batalla de Calatafimi tuvo lugar en el cerro Pianto Romano, cerca de la localidad homónima. La batalla no fue concluyente, pero sirvió para levantar la moral de Mille y, al mismo tiempo, deprimir a los napolitanos, quienes, mal guiados con sus oficiales a menudo corruptos, comenzaron a sentirse abandonados. Durante la batalla, se dice que Garibaldi pronunció el famoso grito de guerra "Qui si fa l'Italia o si muore" ("Aquí hacemos Italia, o morimos").
Debido a la batalla, las filas de Mille aumentaron a 1200 y se unieron hombres locales.

## Consecuencias
Con la ayuda de una insurrección popular, el 27 de mayo Garibaldi inició el Sitio de Palermo, la capital de la isla. La ciudad estaba defendida por unos 18.000 hombres, pero estaban bajo el mando confuso y tímido del general Ferdinando Lanza, de 75 años, y el 30 de mayo las fuerzas de Garibaldi tomaron Palermo.